# 플랩잭

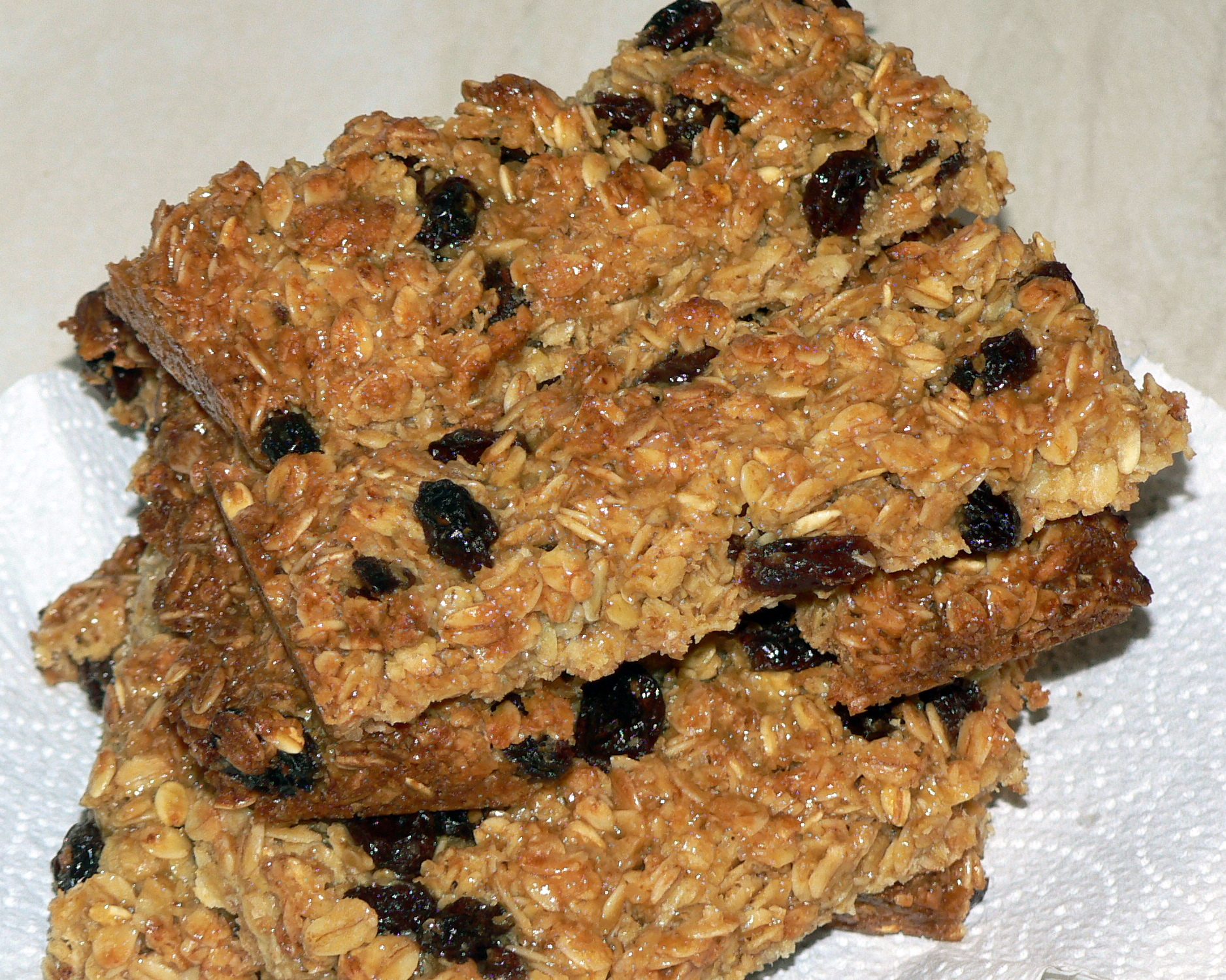

플랩잭(flapjack)은 평평한 오븐 깡통에서 요리하고 정사각형 또는 직사각형으로 자른 구운 바이며, 말린 귀리, 지방(일반적으로 버터), 흑설탕 및 일반적으로 황금색으로 만들어진다.
이 스낵은 북미 그래놀라 바와 유사하다.

## 품종
집에서 구울 뿐만 아니라 초콜릿, 설탕에 절인 체리와 같은 말린 과일, 견과류, 요거트 및 토피 조각 또는 코팅과 같은 추가 재료와 함께 포장된 상태로 상점에서 널리 구할 수 있다. 일부 플랩잭에는 메이플 시럽이 포함될 수 있다. 이것들은 일반적으로 비스킷이나 케이크의 대안이며 질감은 부드럽고 촉촉한 것부터 건조하고 바삭한 것까지 다양하다. 전통적인 조리법의 지방과 칼로리 함량이 높기 때문에 지방과 칼로리 함량이 낮은 일부 "다이어트" 버전을 사용할 수 있다.